# كارل اوتو بونيير
كارل اوتو بونيير (بالسويدية: Karl Otto Bonnier) (و. 1856 – 1941 م) هو ناشر من السويد . ولد في ستوكهولم .
توفي في ستوكهولم .